# Tatiana Borodái
Tatiana Valentínovna Borodái (en ruso: Татьяна Валентиновна Бородай; Rybinsk, URSS, 27 de enero de 1972) es una deportista rusa que compitió en tiro con arco, en la modalidad de arco recurvo.
Ganó una medalla de bronce en el Campeonato Mundial de Tiro con Arco al Aire Libre de 2009, una medalla de plata en el Campeonato Europeo de Tiro con Arco al Aire Libre de 2006, y dos medallas en el Campeonato Europeo de Tiro con Arco en Sala de 2011.

## Palmarés internacional
| Campeonato Mundial al Aire Libre | Campeonato Mundial al Aire Libre | Campeonato Mundial al Aire Libre | Campeonato Mundial al Aire Libre |
| Año                              | Lugar                            | Medalla                          | Prueba                           |
| -------------------------------- | -------------------------------- | -------------------------------- | -------------------------------- |
| 2009                             | Ulsan (Corea del Sur)            | Medalla de bronce                | Equipo                           |
| Campeonato Europeo al Aire Libre |                                  |                                  |                                  |
| Año                              | Lugar                            | Medalla                          | Prueba                           |
| 2006                             | Atenas (Grecia)                  | Medalla de plata                 | Individual                       |
| Campeonato Europeo en Sala       |                                  |                                  |                                  |
| Año                              | Lugar                            | Medalla                          | Prueba                           |
| 2011                             | Cambrils (España)                | Medalla de oro                   | Individual                       |
| 2011                             | Cambrils (España)                | Medalla de bronce                | Equipo                           |